# Mezzana Superiore
Mezzana è una frazione geografica del comune italiano di Somma Lombardo pienamente integrata nel nucleo urbano, di cui costituisce la parte nordorientale oltre la ferrovia Milano-Domodossola e verso Arsago Seprio.

## Storia
Fu un antico comune del Milanese, dopo che nell'Antichità vi si era insediata la tribù gallo-celta dei Vicani Votodrones.
Registrato agli atti del 1751 come un borgo di circa 380 abitanti, nel 1786 Mezzana entrò per un quinquennio a far parte dell'effimera Provincia di Varese, per poi cambiare continuamente i riferimenti amministrativi nel 1791, nel 1798 e nel 1799. Alla proclamazione del Regno d'Italia nel 1805 risultava avere 415 abitanti. Nel 1809 fu soppresso con regio decreto di Napoleone ed annesso a Arsago, a sua volta aggregato a Somma nel 1811. Il Comune di Mezzana fu quindi ripristinato con il ritorno degli austriaci, e l'abitato risultò essere popolato da 652 anime nel 1853, salite a 729 nel 1861. Nel 1870 un decreto di Vittorio Emanuele II ripropose sul modello napoleonico l'unione con Arsago Seprio, ma l'autonomia comunale venne nuovamente ristabilita nel 1901 col nome di Mezzana Superiore. L'espansione edilizia del XX secolo portò però all'integrazione di fatto di Mezzana a Somma Lombardo, tanto che il fascismo decise l'ennesima e stavolta definitiva soppressione del comune nel 1927.

## La prepositurale di Santo Stefano
La chiesa prepositurale di Santo Stefano di Mezzana Superiore offre al visitatore numerose opere artistiche di alto valore tra cui un trittico di Marco d'Oggiono, il gruppo della Pietà con i santi Sebastiano e Giobbe e la Pentecoste attribuiti al Bramantino. Sul fondo di un viale alberato, si erge maestoso il Santuario di Santa Maria della Ghianda, caratterizzato dalle quattro cappelle aperte che accolgono i Misteri Dolorosi, con grandi statue scolpite in legno e dai girali dell'affresco della Madonna della Ghianda dipinto sull'abside del Santuario.

### La pieve
La pieve di Santo Stefano di Mezzana, già dotata di ampia autonomia all'interno della pieve di Sant'Agnese di Somma, fu resa indipendente durante il Cinquecento. Dal prevosto di Mezzana dipendevano le seguenti parrocchie:
- San Giovanni evangelista di Caidate
- San Biagio di Casale Litta
- San Martino di Cimbro[3]
- Santa Maria Assunta di Villadosia[4]
- Santo Stefano di Velate, poi passata sotto Varese nel Settecento.